# Elecciones provinciales de Jujuy de 2019
Las elecciones generales de la provincia de Jujuy de 2019 tuvieron lugar el 9 de junio del mencionado año. Se realizaron con el objetivo de renovar los cargos de Gobernador y Vicegobernador, y 24 de las 48 bancas de la Legislatura Provincial, conformando los poderes ejecutivo y legislativo para el período 2019-2023. A diferencia de los anteriores comicios, se realizaron en desfase con las elecciones presidenciales y legislativas a nivel nacional debido al contexto económico difícil que atravesaba el gobierno de Mauricio Macri, de la alianza Cambiemos, oficialista a nivel nacional y provincial.
El gobernador Gerardo Morales, de la Unión Cívica Radical (UCR), apoyado por la coalición Frente Cambia Jujuy se presentó a la reelección apoyado por el mismo frente, junto con el vicegobernador Carlos Haquim, del Frente Renovador (FR). El Partido Justicialista (PJ), principal fuerza de la oposición, se dividió en varios sectores en el marco de la profunda división que afectaba al peronismo a nivel nacional, siendo el principal candidato el exdirector del Registro Civil de Jujuy, Julio Ferreyra. Otros candidatos incluían al Senador Nacional Guillermo Snopek, a la abogada de la dirigente social Milagro Sala, Paula Álvarez Carrera, dentro de la coalición kirchnerista Unidad Ciudadana (UC), y la diputada provincial Alejandra Noemí Cejas dentro del Frente Patriótico-Entre Todos. Mientras que en la elección anterior se habían presentado siete fórmulas, en estos comicios concurrieron doce. El primer candidato a vicegobernador de Ferreyra, René Vicente Casas Gamboni, finalmente decidió abandonar la alianza y presentarse por separado con el Frente por Jujuy y su Gente.
Morales resultó en última instancia reelecto con el 43,76% de los votos, constituyendo la primera victoria electoral gubernativa para el oficialismo nacional luego de sufrir nueve derrotas consecutivas en las elecciones provinciales (contando solo la elección de gobernador) que habían tenido lugar hasta entonces. Ferreyra obtuvo el 32,77%, once puntos debajo del gobernador incumbente. Snopek quedó en el tercer puesto con el 10,43%, seguido por Casas con el 3.36%. Alejandro Vilca, diputado provincial por el Frente de Izquierda y de los Trabajadores (FIT), sufrió una aplastante derrota con el 3,13%, mientras que dos años atrás había obtenido casi el 16% de los votos en las elecciones legislativas provinciales. Carrera obtuvo el 2,54%, ubicándose en sexto puesto. Ninguno de los demás candidatos superó el 2% de los sufragios, y la participación fue del 84,71% del electorado registrado.
El Frente Cambia Jujuy fue el que reunió mayor cantidad de partidos (38), con mayoría radical. La oposición peronista compitió dividida en tres frentes. Las candidaturas se completaron con otros ocho frentes no identificados con el peronismo ni el radicalismo.  Aunque obtuvo la reelección, Morales no pudo evitar que el descontento de los votantes se tradujera en una considerable pérdida de votos para el oficialismo, con respecto al triunfo aplastante logrado cuatro años atrás. De hecho, la sumatoria del total de candidatos que afirmaban representar al peronismo hubieran obtenido, unidos, una estrecha victoria con el 49,96%. Mientras que Ferreyra obtuvo, en términos porcentuales y absolutos, una proporción ligeramente inferior de voto popular a la obtenida por Eduardo Fellner cuando fue candidato del justicialismo unificado en 2015, logró polarizar notoriamente la elección, muy por encima de lo vaticinado en las encuestas, quedando posicionado como un importante referente dentro del peronismo jujeño. La fuerza política que salió más golpeada de las elecciones fue el Frente de Izquierda y de los Trabajadores (FIT), que luego de haber obtenido un histórico resultado en la elección anterior, había visto reducido casi cuatro veces su total de votos, aunque continuó siendo la fuerza de izquierda más votada.

## Reglas electorales
Las elecciones se realizaron bajo la constitución provincial aprobada el 22 de octubre de 1986, que establecía los siguientes cargos a elegir, así como el sistema electoral a emplear:
- Gobernador y Vicegobernador elegidos por voto popular directo a simple mayoría de sufragios en distrito único para un mandato de cuatro años. Tienen posibilidad de una sola reelección inmediata, pero no ser reelegidos sucesiva o recíprocamente sino con un intervalo legal.
- Legislatura unicameral, compuesta por 48 diputados elegidos en forma escalonada, con la renovación de 24 bancas cada dos años para un mandato de cuatro, mediante representación proporcional por listas con sistema d'Hondt con un piso del 5% del padrón total y la totalidad del territorio provincial como único distrito electoral.

## Resultados

### Gobernador y Vicegobernador
|  | 43.76 % |

|  | 32.77 % |

|  | 10.43 % |

|  | 3.36 % |

|  | 3.13 % |

|  | 2.54 % |

|  | 1.15 % |

|  | 0.86 % |

|  | 0.82 % |

|  | 0.47 % |

|  | 0.41 % |

|  | 0.30 % |

|  | 93.62 % |

|  | 4.95 % |

|  | 1.43 % |

|  | 0.00 % |

|  | 100.00 % |

|  | 84.71 % |

1. ↑  Alianza entre Juntos por Palpalá, el Movimiento Indígena Andino y el Movimiento Integración Latinoamericana de Expresión Social.
2. ↑  Aliaza entre Instrumento Electoral por la Unidad Popular, el Movimiento Comunitario Pluricultural y el Partido del Trabajo y del Pueblo.
3. ↑  Alianza entre el Partido Nacionalista Constitucional UNIR y el Movimiento Integración Jujuy

### Legislatura
|  | 28.38 % |

|  | 28.26 % |

|  | 16.28 % |

|  | 10.04 % |

|  | 4.21 % |

|  | 3.93 % |

|  | 3.36 % |

|  | 1.07 % |

|  | 1.03 % |

|  | 1.25 % |

|  | 0.65 % |

|  | 0.61 % |

|  | 0.58 % |

|  | 0.37 % |

|  | 86.89 % |

|  | 11.80 % |

|  | 1.31 % |

|  | 0.00 % |

|  | 100.00 % |

|  | 84.71 % |